# De kleine professor
De kleine professor is het 90e stripverhaal van Jommeke. De reeks wordt getekend door striptekenaar Jef Nys.

## Verhaal
Wanneer professor Gobelijn een vergrotings- en verkleiningsdrank uitvindt is dit zeer interessant. Maar dan drinkt hij er zelf van en wordt hij terug klein.
Hij krimpt tot ongeveer vijftig centimeter hoogte. Ondertussen zijn de formules van de drankjes gestolen door twee inbrekers. Jommeke en Flip gaan dringend op zoek naar de gestolen plannen.  Want intussen haalt de professor nogal wat rare kuren uit en komt zelfs bij de politie terecht. Jommeke en Filiberke komen op het spoor van de twee inbrekers die ook nog een verkleinde neushoorn bij Gobelijn hebben gestolen. De boeven steken uiteindelijk de formules in brand. De professor dreigt voor eeuwig klein te blijven.
Wanneer de Miekes de woning van Gobelijn even gaan opfrissen, vinden ze in een vuilnisemmer de echte formules. Professor Gobelijn maakt vlug de vergrotingsdrank en hij krijgt opnieuw zijn normale gestalte.